# Maté bombilla
A maté bombilla a maté tea fogyasztásához szükséges kis szívócső, ami leszűri a maté teát és ennek a segítségével tudjuk kiszívni a maté tökből.
Tradicionálisan forrón, a szintén maté töknek hívott kis csészéből szívják fel a főzetet a bombillának nevezett szűrős, fém szívó eszközzel. Ha a főzet nem forró, akkor tererének hívják.

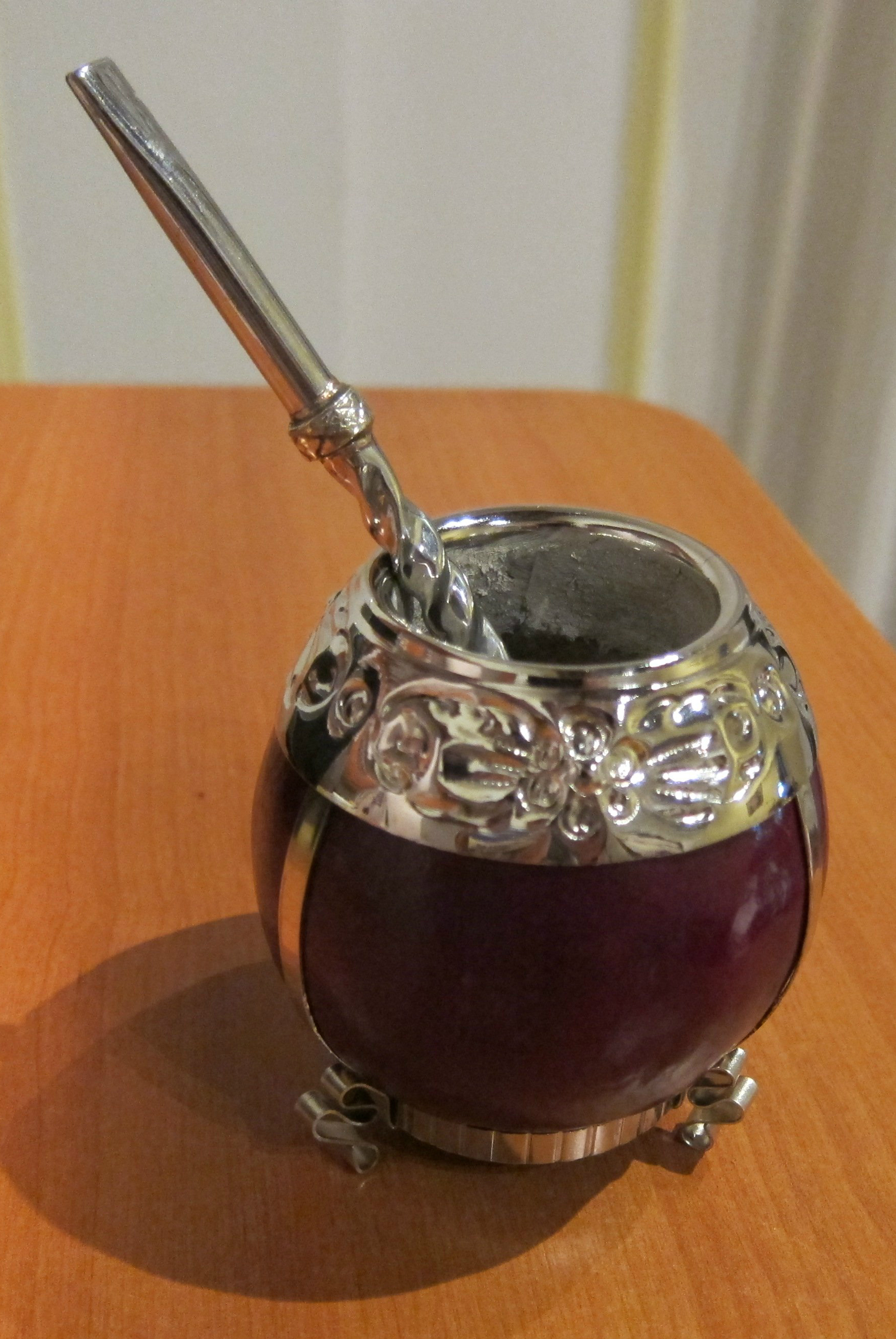
Maté bombilla

## A bombilla szó eredete
A bombilla megnevezés spanyol eredetű, portugálul bombának nevezik vagy bombijanak, míg az arab neve masassa. A bombilla vagy masassa hagyományosan ezüstből készül, de a kereskedelmi forgalomban kapható tömeg bombillák egyszerűbb ötvözetekből is elérhetőek a kedvezőbb ára miatt. A kereskedelmi forgalomban kapható bombillák jellemzően a nikkel-ezüst, alpaka, rozsdamentes acél, vagy üreges szárú cukornád alapanyagúak. A bombillát Braziliában is használják a maté tea előállítására és fogyasztására, ismertebb neve a guampa, cuia, vagy még cabaça néven is fut. A név a lopótök nevéből ered. A bombilla sokrétű megnevezéséből is látszik, hogy a maté tea fogyasztás széles körben elterjedt Dél-Amerikában és határokon átível a maté fogyasztás kultúrája.

## A bombilla felépítése és működése
A bemerített végén kiszélesedik, és a kis lyukak lehetővé teszik a lefőzött folyadék leszűrését, mivel a szálas részek fennmaradnak a szűrön és csak a finom porszemek és a leszűrt maté tea jut át rajta. A későbbiekben, amikor a keserűbb, szárral is kevert, darabos maték terjedtek el, ennek elkészítésére is újabb és újabb típusú bombillák jelentek meg, szinte mind fémből. A modern bombillán egy egyenes cső is helyet kapott, amin át lefolyik a szűrt maté tea.
A bombilla tulajdonképpen egy filter, amit fordítva használnak: a tea nem benne, hanem körülötte van.

## Maté tea fogyasztása bombillával
A matét már a fogyasztás előtt át kell forgatni, majd a tök egyik oldalába húzni. Kevés hideg víz ráöntése után óvatosan össze kell kavarni, meglapogatni és ismét az egyik oldalra húzni. A rendes, első felöntés után a szűrő az öntet tetején marad, onnan lehet leszürcsölni le a maté tea főzetet.

## Fordítás
- Ez a szócikk részben vagy egészben  a   Bombilla című angol Wikipédia-szócikk fordításán alapul.  Az eredeti cikk szerkesztőit annak laptörténete sorolja fel. Ez a jelzés csupán a megfogalmazás eredetét és a szerzői jogokat jelzi, nem szolgál a cikkben szereplő információk forrásmegjelöléseként.